# 30,000トン型巡視船
30,000トン型巡視船（30,000トンがたじゅんしせん）は、海上保安庁が建造を検討している巡視船の船級。総工費は約680億円。
なお「30,000トン」とは公称船型ではなく俗称であり、予算上の名称は大型巡視船（多目的型）である。

## 来歴
2012年9月の尖閣諸島国有化以降、同諸島周辺海域では中国政府の公船の徘徊や領海侵入等の事案の頻度が増加しており、海上保安庁では、同海域を担当する第十一管区海上保安本部に領海警備専従部隊を設置して対応にあたってきた。しかし中国側が多数の小型船を動員して上陸を図った場合、従来の巡視船では手が回りきらず、上陸を許す恐れが指摘されていた。
また台湾有事などが発生した場合、海上保安庁は、同海域を含む南西諸島において武力攻撃事態等における国民保護の一環として住民避難を担うことが想定されており、2023年6月には、防衛大臣の統制下で住民を乗せて避難させることを想定し、ジュネーヴ条約で定められた特殊標章を巡視船に掲げての訓練が実施された。更に2024年の能登半島地震など、深刻な被害をもたらす自然災害も頻発していた。
これらの状況に対し、海上保安庁では、多数の小型舟艇を運用して海上警備を行うとともに、優れた輸送力によって災害派遣や住民避難にも活用可能な巡視船の整備が検討されるようになった。まず令和5年（2023年）度予算において数千万円を計上し、船の基本構造に関する設計前の調査を民間企業に依頼して、2024年3月に報告書を受領した。これを踏まえて、同年6月には海保巡視船の中で最大規模となる30,000トン級の「多目的型巡視船」を最大2隻建造する方針を固め、2025年度予算に盛り込み、2029年度に実用化することとした。2024年8月27日に公表された「令和7年度海上保安庁関係予算概算要求概要」において、正式に計画が公表された。

## 設計
現在海上保安庁が保有する最大級の巡視船であるれいめい型巡視船（全長約150メートル、6,500トン）と比して、総トン数で4倍超、総工費で約3倍となる。専門誌である『世界の艦船』誌では、このように人員輸送能力に優れた大型船の整備構想は、海上保安庁を国民保護活動に活用しようという現在の動向とは符合することを指摘する一方、れいめい型やしゅんこう型など現在整備が進むPLHと比べてあまりに大きいことから、各種の検討はこれから進められていくものと推測している。
上記の経緯もあって、有事の際の住民の輸送、自然災害への対応などで運用することが検討されている。船内スペースには緊急時には1,000人以上を収容可能とされ、予算案においては収容人数は1,500人に増加した。また船首右舷側にはRO-RO方式のランプウェイが設けられ、住民を乗せたバスや、荷物を積んだトラックをそのまま載せて海上輸送することもできる。更にコンテナ運搬用のスペースも確保され、前甲板には資材搭載のための多目的クレーンが設置される。また海保最大の貯水タンクも装備され、住民への給水も想定されている。そして高度な指揮・通信システムも搭載される。
甲板下などには多数の搭載艇が収容され、船体腹部には海上で小型船を係留できる浮桟橋も装備される。格納庫はヘリコプター3機を収納可能であり、後部のヘリコプター甲板では同時に2機を運用できる。ただし専用のヘリコプターは搭載しないため、船種としては「PLH」ではない。また直接に領海警備を実施することは想定しておらず、機関砲も搭載しないとされる。